# Microdus schmidii
Microdus schmidii là một loài Rêu trong họ Dicranaceae. Loài này được (Müll. Hal.) M. Fleisch. mô tả khoa học đầu tiên năm 1904.